# Magdalena Nägeli

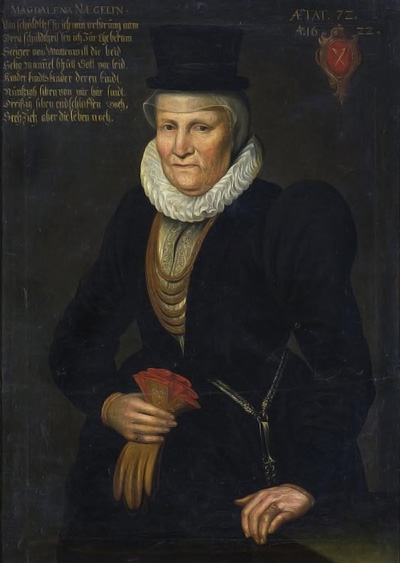
Magdalena Nägeli (1622)

Magdalena Nägeli (getauft 17. Februar 1550 in Bern; gestorben 7. April 1628) war eine Berner Patrizierin.

## Leben
Magdalena Nägeli kam als Tochter des Hans Franz Nägeli und der Rosina Wyttenbach zur Welt. 
Johannes Haller berichtet in seinen chronikalen Aufzeichnungen, dass Magdalena Nägeli am 22. Juli 1567 in der Kirche Bremgarten den Schultheissen Hans Steiger, Freiherr zu Rolle und Mitherr zu Münsingen heiratete. Das Hochzeitsfest sei in Bremgarten am 4. August gehalten worden und das Ehepaar sei am 6. August in Bern eingeritten. Die Burgerschaft habe das Paar mit Spiessen und Fähnlein festlich empfangen. Am 17. August sei vor dem Münster zu ihren Ehren das Buch Esther aufgeführt worden. Magdalena Nägeli hatte mit Steiger acht Kinder. Er starb am 10. Februar 1581.
In zweiter Ehe verheiratete sie sich 1582 mit Johann von Wattenwyl, ebenfalls Schultheiss von Bern. Mit ihm hatte sie zehn Kinder. 1605 heiratete sie in dritter Ehe Albrecht Manuel, auch er Schultheiss von Bern. Magdalena Nägeli dichtete fünf Zeilen zu ihren 97 Nachkommen. Das Gedicht findet sich als Inschrift auf ihrem 1622 entstandenen Porträt:

„MAGDALENA NAEGELIN von Schultheßen ich myn Ursprung nam / drei Schultheißn ich zur Ehe bekam, Steiger, von Wattenwyl die beid / Sälig, Manuel bhütt Gott vor leid, / Kinder, kindtskinder, deren kind, / Nüntzigh siben von mir her sind, Drissig siben entschlaffen doch, Sechzig aber die läben noch.“

Magdalena Nägeli lebte aufgrund der Pest in einer Zeit hoher Sterblichkeit. Durch ihren Kinderreichtum wurde sie für einen beachtlichen Teil des bernischen Patriziats zur Stammmutter.

### Belletristik
- Susy Langhans-Maync: Die Schultheissin oder die drei Ehen der Jungfer Nägeli, Ostermundigen 1968.